# Китайские домены верхнего уровня
.中国, .中國 (кит. 中国/中國 — «Китай»), .公司 (кит. 公司 — «компания») и .网络 (кит. 网络 — «сеть») — домены верхнего уровня для КНР, использующие китайские иероглифы. Домены введены в действие на территории Китая в 2002 году. Техническая возможность для введения доменов на языках, в которых не используется латиница, появилась с введением IETF соответствующих стандартов RFC. Имена доменов второго уровня могут содержать китайские иероглифы, латиницу, цифры и дефис. Однако новые домены не были зарегистрированы в ICANN, вместо этого записи о них были внесены в корневую зону китайских DNS-серверов. Таким образом, получить доступ к сайтам, использующим китайские TLD, извне КНР возможно только путём ручного задания соответствующих DNS-серверов. Директор ICANN Пол Тумэй сообщил, что китайские и другие неанглоязычные домены будут поддерживаться с мая-июня 2009 года.